# Чемпионат СССР по дзюдо 1984
11-й Чемпионат СССР по дзюдо прошёл в Каунасе 23-26 февраля 1984 года.

## Медалисты
| Весовая категория           | Золото                     | Серебро                  | Бронза                                              |
| --------------------------- | -------------------------- | ------------------------ | --------------------------------------------------- |
| Наилегчайший вес (до 60 кг) | Хазрет Тлецери Майкоп      | Игорь Нежлукченко Брянск | Фархад Агаев Ургенч Игорь Жучков Челябинск          |
| Полулёгкий вес (до 65 кг)   | Мурат Джанчатов Майкоп     | Фируз Маргиани Одесса    | Карапет Хрчаян Ленинакан Юрий Соколов Ленинград     |
| Лёгкий вес (до 71 кг)       | Сергей Горичев Челябинск   | Тамаз Намгалаури Тбилиси | Магомед Парчиев Майкоп Лери Накани Одесса           |
| Полусредний вес (до 78 кг)  | Юрий Меркулов Курск        | Шота Хабарели Тбилиси    | Андрей Воробьёв Курск Руслан Хагундоков Майкоп      |
| Средний вес (до 86 кг)      | Александр Яцкевич Рига     | Виталий Песняк Минск     | Владимир Тимофеев Челябинск Вячеслав Сенкевич Минск |
| Полутяжёлый вес (до 95 кг)  | Малхаз Беруашвили Тбилиси  | Валерий Дивисенко Брянск | Борис Гогичашвили Тбилиси Кучук Сергей Москва       |
| Тяжёлый вес (свыше 95 кг)   | Алексей Тюрин Москва       | Хабиль Бикташев Куйбышев | Григорий Веричев Челябинск Хазрет Куваев Майкоп     |
| Абсолютная категория        | Григорий Веричев Челябинск | Владимир Шкалов Москва   | Александр Шуров Курск Хазрет Куваев Майкоп          |